# Иброхим, Азим
Ази́м Иброхи́м (тадж. Азим Иброҳим; 1 марта 1962, Московский район, Кулябская область) — государственный служащий, заместитель премьер-министра Таджикистана (с 2013 по 2020 год), министр транспорта Таджикистана (с 2020 года).

## Биография
Азим Иброхим родился 1 марта 1962 года в Московском районе. В 1984 году окончил Ташкентский политехнический институт по специальности горный инженер-геодезист. Кандидат технических наук, академик Международной академии минеральных ресурсов в Москве.
Трудовую деятельность начал в 1984 году стажером-исследователем, в 1985-1988 годах работал аспирантом, затем до 1992 года ассистентом кафедры геодезии и геодезии Ташкентского политехнического института.
В 1992-1994 годах работал старшим преподавателем кафедры общей физики и техники, деканом факультета легкой промышленности Технологического университета Таджикистана.
В 1994-1995 годах работал первым заместителем председателя Комитета государственного контроля за охраной труда в промышленности и недропользовании при Совете Министров Республики.
В 1995-2002 годах работал первым заместителем председателя Комитета драгоценных металлов и камней при Правительстве Республики Таджикистан, затем заместителем министра промышленности Таджикистана.
В 2004—2005 годах — председатель района Сино города Душанбе.
С 2005 года — заведующий Департаментом геологии при Правительстве Республики Таджикистан.
За свою работу награжден орденом «Почета» II степени и званием «Заслуженный работник Таджикистана».
С 23 ноября 2013 года по 30 августа 2020 года — заместитель Премьер-министра Таджикистана.
31 августа 2020 года — министр транспорта Таджикистана.

## Награды
- Орден «Шараф» II степени[3].
- Заслуженный работник Таджикистана.
- Нагрудный знак «Отличник культуры Таджикистана»[3].
- Грамота Содружества Независимых Государств (17 июля 2017 года, Совет глав государств СНГ) — за активную работу по укреплению и развитию Содружества Независимых Государств[4].